# حارة القلة (صنعاء)
حارة القلة هي إحدى حارات حي العفيف بمديرية السبعين إحد مديريات العاصمة اليمنية صنعاء، بلغ تعداد سكانها 306 نسمة حسب تعداد اليمن لعام 2004.